# Kokia (cantora)
Akiko Yoshida (吉田亜紀子, Yoshida Akiko) é uma cantora e compositora japonesa, que é mais conhecida pelo nome artístico Kokia (estilizado como KOKIA). Ela é mais conhecida pelas canções "Arigatō..." (que alcançou o primeiro lugar nas paradas musicais de Hong Kong, quando Sammi Cheng fez uma versão cover dela) e "The Power of Smile". Ela também é conhecida por trilhas sonoras de anime e jogos eletrônicos, como "Ai no Melody/Chōwa Oto (With Reflection)" do filme Gin-iro no kami no Agito, "Follow the Nightingale" para o jogo Tales of Innocence e "Tatta Hitotsu no Omoi" do anime Gunslinger Girl: Il Teatrino.

## Carreira

### Infância e início de carreira
Kokia nasceu em 1976 e foi criada pela mãe. Ela começou a tocar violino quando tinha dois anos e meio, mas preferiu o piano da família. Muitas vezes, ao invés de brincar com brinquedos, Kokia preferia tocar piano. Ela lembra que colocava livros ilustrados no suporte de música e criava músicas que representavam as cenas.
Quando tinha dez anos ela foi, junto de sua irmã Kyoko aos Estados Unidos para estudar na Summer Music School, o que ela fez novamente quatro anos depois. Durante o colégio, estudo música e ópera, na qual se especializou, mais tarde, na Toho Gakuen Daigaku.
Na universidade, um colega entregou uma fita demo que Kokia gravou para um executivo da área musical. Então, ela foi contratada pela Pony Canyon e iniciou sua carreira como cantora em 1998 ao participar do disco Brothers, com as músicas "Aishiteirukara" (愛しているから) e "You", enquanto ainda estava na universidade. Ela criou seu nome artístico ao inverter as sílabas do seu nome. No mesmo ano, ela gravou foi "For Little Tail", usada como tema de abertura no jogo Tail Concerto e, posteriormente, como uma faixa secundária no single "Road to Glory" de 2010. Após quatro singles, ela lançou seu álbum de estreia Songbird em 1999.
Embora até o momento nenhum de seus singles tivesse alcançado uma colocação muita alta nas paradas musicais do Japão —"Aishiteirukara" ficou em 99º na Oricon—, "Arigatō..." (ありがとう...) foi um sucesso em Hong Kong. A canção ficou em terceiro lugar na premiação de canção internacional mais popular em Hong Kong (香港国際流行音楽大賞), em 1999. Em 2000, a artista Sammi Cheng lançou uma versão cover da música no país, contida em seu álbum homônimo (多謝) e ela se tornou um hit.

### Victor Entertainment
Após o lançamento do seu álbum de estreia, ela deixou a Pony Canyon. Seu primeiro trabalho após sua saída da gravadora foi uma participação, com cinco canções, no álbum Kanata Made (彼方まで) de Ryuichi Kawamura, o vocalista da banda Luna Sea, lançado em 2000. O disco foi lançado pela Victor Entertainment, o que iniciou seu relacionamento com a gravadora pela qual, em 2001, ela lançou três singles: "Tomoni", "Tenshi" (天使) e "Say Hi!!". No ano seguinte, lançou seu segundo álbum, Trip Trip, o primeiro a ser produzido por ela mesma.
Em 2003, lançou o single "Kawaranai Koto (Since 1976)", que a levou ao "top 50" das paradas da Oricon ao alcançar a 47ª posição. Seu maior sucesso, no entanto, foi "The Power of Smile", que ganhou notoriedade por divulgar a marca Kao, chegou ao 15º lugar na parada musical da Oricon e foi certificado pela RIAJ com um disco de ouro. O álbum em que ele foi incluído, Remember Me, também ingressou no "top 20" da Oricon.
Ela lançou Uta ga Chikara, em 2004, que incluia a canção "Yume ga Chikara" que foi usada como uma canção de incentivo à participação do Japão nos Jogos Olímpicos de Verão de 2004. Em 2006, juntou suas melhores músicas no álbum Pearl: The Best Collection. Aigakikoeru: Listen for the Love foi lançado no mesmo ano, na França; seu lançamento no Japão ocorreu em 2007. Já em 2008, a cantora lançou os álbuns The Voice, Fairy Dance: Kokia Meets Ireland e Christmas Gift.
No ano de 2009, Kokia lançou Kokia Infinity Akiko: Balance e Coquillage: The Best Collection II. Real World, lançado em 2010, chegou a 44ª posição na parada musical da Oricon, sendo o seu oitavo melhor álbum em questão de vendagens. No mesmo ano, ela lançou o álbum só com covers de músicas, Musique a la Carte. Em 2011, lançou o álbum Moment e em 2013, o Where to Go My Love?.

## Discografia
- Songbird (1999)
- Trip Trip (2002)
- Remember Me (2002)
- Uta ga Chikara (2004)
- Aigakikoeru: Listen for the Love (2006)
- The Voice (2008)
- Fairy Dance: Kokia Meets Ireland (2008)
- Christmas Gift (2008)
- Kokia Infinity Akiko: Balance (2009)
- Akiko Infinity Kokia: Balance (2009)
- Real World (2010)
- Moment (2011)
- Where to Go My Love? (2013)